# Pedro Laza
Pour les articles homonymes, voir Laza (homonymie).
Pedro Laza Gutiérrez (Carthagène des Indes, 2 décembre 1904 - 4 avril 1980) est un compositeur et musicien colombien qui a dirigé son propre orchestre et développé son travail dans le milieu du porro et Fandango.

## Biographie
Pedro Laza est né à Carthagène des Indes en 1904. Depuis son adolescence, il est intéressé par la musique, et cette culture artistique l'a porté en principe à travailler comme apprenti en arts graphiques dans le Diario dela costa. Il s'est orienté ensuite vers la musique en suivant les pas d'Abraham del Valle, en jouant de la bandurria, en mémorisant un bon nombre de valses et pasillos qui bientôt ont rejoint le répertoire de son premier groupe : un trio de guitare, tiple et bandola.
En 1932 il a créé la estudiantina Bolívar, en en incluant dans son groupe piano, flûte et violon, pour l'interprétation de pasillos, valses, porros et fandangos (es). Dans les années 1930, un nombre croissant de groupes sont intéressés par le jazz. Avec des majeures connaissances musicales, et une course ascendante, Pedro Laza fait une incursion dans la contrabajo dela main de sa coterráneo Francisco Lorduy. Le charme de ce son orchestral l'a porté à rajouter des trompettes, trombones et saxophones et devenir ainsi l'orchestre Nueva Granada. Sa relation avec Antonio Fuentes a rapidement suivit.